# Stade Ange-Casanova
O Stade Ange-Casanova, até 1994 chamado de Stadio Mazzavia é um estádio construído em 1961 em Ajaccio na França. Serve como casa para o Gazélec Ajaccio, clube que disputa a Ligue 2 (segunda divisão francesa). Foi reformado em 2012, tendo sua capacidade total ampliada para 8.000 espectadores.